# Mathilde Seigner
Mathilde Seigner (Parigi, 17 gennaio 1968) è un'attrice francese.

## Biografia
È la figlia di Jean-Louis Seigner (1941-2020), fotografo, e di Aline Ponelle, giornalista
Sorella della modella e attrice Emmanuelle Seigner e dell'attrice Marie-Amélie Seigner, si è rivelata al pubblico vincendo il Premio Michel Simon nel 1994 con il film Rosine. Nel 1999 ha ricevuto il Premio Romy Schneider.

## Filmografia

### Cinema
- Il sorriso (Le Sourire), regia di Claude Miller (1994)
- Rosine, regia di Christine Carrière (1994)
- Boulevard Mac Donald, regia di Melvil Poupaud - cortometraggio (1994)
- J'aime beaucoup ce que vous faites, regia di Xavier Giannoli - cortometraggio (1995)
- Mémoires d'un jeune con, regia di Patrick Aurignac (1996)
- Portraits chinois, regia di Martine Dugowson (1996)
- Nettoyage à sec, regia di Anne Fontaine (1997)
- Vive la République!, regia di Éric Rochant (1997)
- L'homme que j'aime, regia di Stéphane Giusti (1997)
- Francorusse, regia di Alexis Miansarow (1997)
- Noël en famille, regia di Fabienne Berthaud e Aruna Villiers - cortometraggio (1998)
- Sciampiste & Co. (Vénus beauté (Institut)), regia di Tonie Marshall (1999)
- Belle maman, regia di Gabriel Aghion (1999)
- Il tempo ritrovato (Le Temps retrouvé), regia di Raoul Ruiz (1999)
- Le Bleu des villes, regia di Stéphane Brizé (1999)
- Harry, un amico vero (Harry, un ami qui vous veut du bien), regia di Dominik Moll (2000)
- Le Cœur à l'ouvrage, regia di Laurent Dussaux (2000)
- Le Mal des femmes, regia di Daniel Vigne (2000)
- Le Lait de la tendresse humaine, regia di Dominique Cabrera (2001)
- Betty Fisher e altre storie (Betty Fisher et autres histoires), regia di Claude Miller (2001)
- Una rondine fa primavera (Une hirondelle a fait le printemps), regia di Christian Carion (2001)
- Inch'Allah dimanche, regia di Yamina Benguigui (2001)
- Tristan, regia di Philippe Harel (2003)
- Mariages!, regia di Valérie Guignabodet (2004)
- Le Genre humain, première partie: Les Parisiens, regia di Claude Lelouch (2004)
- Donne e dintorni (Tout pour plaire), regia di Cécile Telerman (2005)
- Le Courage d'aimer, regia di Claude Lelouch (2005)
- Palais royal!, regia di Valérie Lemercier (2005)
- Camping, regia di Fabien Onteniente (2006)
- Le Passager de l'été, regia di Florence Moncorgé-Gabin (2006)
- Zone libre, regia di Christophe Malavoy (2007)
- Danse avec lui, regia di Valérie Guignabodet (2007)
- 3 amis, regia di Michel Boujenah (2007)
- Détrompez-vous, regia di Bruno Dega (2007)
- Quelque chose à te dire, regia di Cécile Telerman (2009)
- Une semaine sur deux (et la moitié des vacances scolaires), regia di Ivan Calbérac (2009)
- Trésor, regia di Claude Berri (2009)
- Camping 2, regia di Fabien Onteniente (2010)
- La Guerre des boutons, regia di Yann Samuell (2011)
- Dans la tourmente, regia di Christophe Ruggia (2011)
- Maman, regia di Alexandra Leclère (2012)
- Bowling, regia di Marie-Castille Mention-Schaar (2012)
- Max, regia di Stéphanie Murat (2012)
- La Liste de mes envies, regia di Didier Le Pêcheur (2014)
- Une mère, regia di Christine Carrière (2015)
- Accada quel che accada (En mai, fais ce qu'il te plaît), regia di Christian Carion (2015)
- Torno da mia madre (Retour chez ma mère), regia di Éric Lavaine (2016)
- Chacun sa vie, regia di Claude Lelouch (2017)
- Boule & Bill 2, regia di Pascal Bourdiaux (2017)
- Coexister, regia di Fabrice Eboué (2017)
- Cyrano, mon amour (Edmond), regia di Alexis Michalik (2018)
- Ni une ni deux, regia di Anne Giafferi (2019)
- Ibiza, regia di Arnaud Lemort (2019)
- Un tour chez ma fille, regia di Éric Lavaine (2021)
- Choeur de rockers, regia di Luc Bricault (2022)

### Televisione
- Martine Monteil - Caccia al killer (Flic, tout simplement), regia di Yves Rénier - film TV (2015)
- L'ora della verita (Le temps est assassin) - miniserie TV, 8 puntate (2019)